# Fira de Teatre de Manacor
Fira del Teatre de Manacor és una Fira de promoció del teatre creada a Manacor el 1996, que se celebra al teatre municipal de la ciutat. Es coordina amb altres fires de teatre d'Espanya i dels Països Catalans. El 2005 va rebre el Premi 31 de desembre per la seva trajectòria insuperable i l'extremada cura a l'hora de dissenyar una mostra teatral plural, amb inclusió d'obres d'arreu del territori lingüístic català i del món. Rep suport econòmic de diversos patrocinadors de les Illes Balears, com la Fundació Sa Nostra de la Caixa de Balears, així com l'ajuntament de Manacor, el govern de les Illes Balears i el Consell Insular de Mallorca.